# Trox
Genre
Trox est un genre de petits insectes coléoptères de la famille des Trogidae.

## Liste des espèces rencontrées en Europe
Selon Fauna Europaea (21 sept. 2021), elles sont toutes du sous-genre Trox (Trox) :
- Trox cadaverinus
- Trox cotodognanensis
- Trox cribrum
- Trox cricetulus
- Trox eversmanni
- Trox fabricii
- Trox granulipennis
- Trox hispidus
- Trox klapperichi
- Trox leonardii
- Trox litoralis
- Trox martini
- Trox morticinii
- Trox niger
- Trox nodulosus
- Trox perlatus
- Trox perrisii
- Trox sabulosus
- Trox scaber
- Trox sordidatus
- Trox transversus

## Autres espèces
- Trox horridus
- Trox unistriatus